# Boa (RATP)
Pour les articles homonymes, voir Boa (homonymie).
Le Boa est une rame expérimentale du métro de Paris conçue par la Régie autonome des transports parisiens (RATP) qui a circulé de 1985 à 1993.
Ce prototype, conçu aux ateliers de Vaugirard, a été créé à partir de caisses de rames MF 77 : il a permis d'expérimenter plusieurs innovations majeures, la plupart étant mises en œuvre sur tous les nouveaux matériels roulants du réseau mis en service ultérieurement, en roulement « fer » comme « pneu ». Il tire son nom de l'une d'elles, l'intercirculation totale (sans porte de communication) entre les voitures, qui lui donne l'apparence intérieure d'un long serpent.
Après plusieurs années d'essais, d'abord lors de « marches à blanc » en divers points du réseau, puis en service commercial réduit sur la ligne 5, ainsi qu'un service de navette ponctuel en 1992, il est garé et abandonné en 1993 dans une galerie de raccordement puis ferraillé en 1999.
Son descendant direct, le MF 88, toujours en service sur la ligne 7 bis, reprend la majorité des innovations, suivi dans sa lignée par son équivalent pneu, le MP 89. De nos jours, les trains dits « boa » sont équipés de l'intercirculation totale ainsi que d'autres innovations apportées par le prototype, et constituent la majorité des rames circulant sur les réseaux urbains.

## Historique

### Contexte
Au début des années 1980, la RATP assume depuis trente ans les conséquences du non-renouvellement progressif des rames Sprague-Thomson : elle doit investir massivement dans du matériel neuf, autant pour des raisons techniques, les rames étant « plus que vieillissantes », que commerciales car le métro apparaît « vieillot » aux yeux du grand public. De plus, certaines lignes arrivent à saturation, et, après son prototype réussi de rame pneumatique et la pneumatisation de 4 des lignes du métro, afin de, entre autres, améliorer la fréquence des rames, la RATP cherche également à uniformiser la répartition des voyageurs dans les rames, pour exploiter pleinement le potentiel capacitaire de ses rames.
Après la commande du MP 55, rapidement suivie du MP 59 équipant les lignes sur pneus, l'arrivée en nombre de MF 67 permet de moderniser l'apparence du réseau. La petite série MP 73 équipe quant à elle la ligne 6. La commande massive de MF 77 à la fin des années 1970 permet enfin de retirer les dernières rames Sprague-Thomson en 1983 et d'abaisser sensiblement l'âge moyen du parc.
La Régie ne souhaite donc pas reproduire les mêmes erreurs et avoir à changer quasi-simultanément l'intégralité des rames vingt à trente ans plus tard. Elle profite par conséquent d'une longue pause pour réfléchir aux générations de matériels roulants à venir, destinées à remplacer les matériels les plus anciens, en particulier les MP 59 et MF 67. La conception du prototype Boa rentre dans cette stratégie de préparation progressive de la future génération du métro des années 2000.
La RATP engage une vaste réflexion sur les diverses problématiques posées à l'époque, comme l'usure et le crissement des roues dans les courbes, la complexité des câblages « fil à fil », les moteurs à courant continu dont le collecteur représente le point faible, ou encore la circulation des voyageurs entre les voitures. Les futurs matériels doivent par ailleurs prendre en compte la volonté de réduire les coûts de construction et de maintenance grâce aux progrès enregistrés dans l'industrie ferroviaire.
La création d'un prototype vise à mettre au point en grandeur nature des solutions à deux problématiques principales :
- l'inégale répartition des voyageurs dans les rames : les entrées des stations se trouvant majoritairement en tête et en queue de train[note 2], une intercirculation intégrale permettrait de mieux répartir les voyageurs sur la longueur de train ;
- les bogies usent les voies et les crissements incommodent les voyageurs : « solution miracle » appliquée au début des années 1900 sur les rames à essieux parallèles, les bogies ont permis d'allonger la longueur des voitures. Ils sont cependant source d'usure des voies et de bruit et de vibrations pour les voyageurs et les riverains, en raison des courbes prononcées du métro.

### Objectifs
Le Boa a pour but de tester particulièrement deux évolutions technologiques :
- l'intercirculation intégrale entre les voitures, de plusieurs types, afin d'améliorer la répartition des voyageurs ;
- des bogies spécifiques pour diminuer les frottements et les crissements dans les courbes à faible rayon du métro parisien.

La RATP s'intéresse en effet aux essieux orientables durant les années 1980, principe mis en application dès 1846 par l'ingénieur Arnoux sur la ligne de Sceaux et remplacé par un système plus classique en 1891. Les bogies modernes possèdent une rigidité n'autorisant pas de déformation en parallélogramme, les bogies monomoteurs ayant de plus tendance à être particulièrement agressifs pour les voies en courbe. Les roues circulant sur le rail au rayon le plus faible glissent obligatoirement, n'ayant pas le même chemin à parcourir, ce qui provoque des crissements désagréables et une usure accélérée de la voie.
La Régie imagine donc un système de guidage qui se veut simple, performant et fiable. Deux solutions sont envisagées : le pont réducteur avec différentiel, ou la mise en place d'un moteur par roue. L'intercirculation semble en revanche plus complexe à mettre en œuvre, en raison des rayons de courbure serrés du métro sur certaines lignes,.

### Financement
Le coût du projet de rame expérimentale Boa se monte à 7 millions de francs ; son financement est assuré par la RATP, l'Agence nationale de valorisation de la recherche et l'Agence française pour la maîtrise de l'énergie.

### Première version

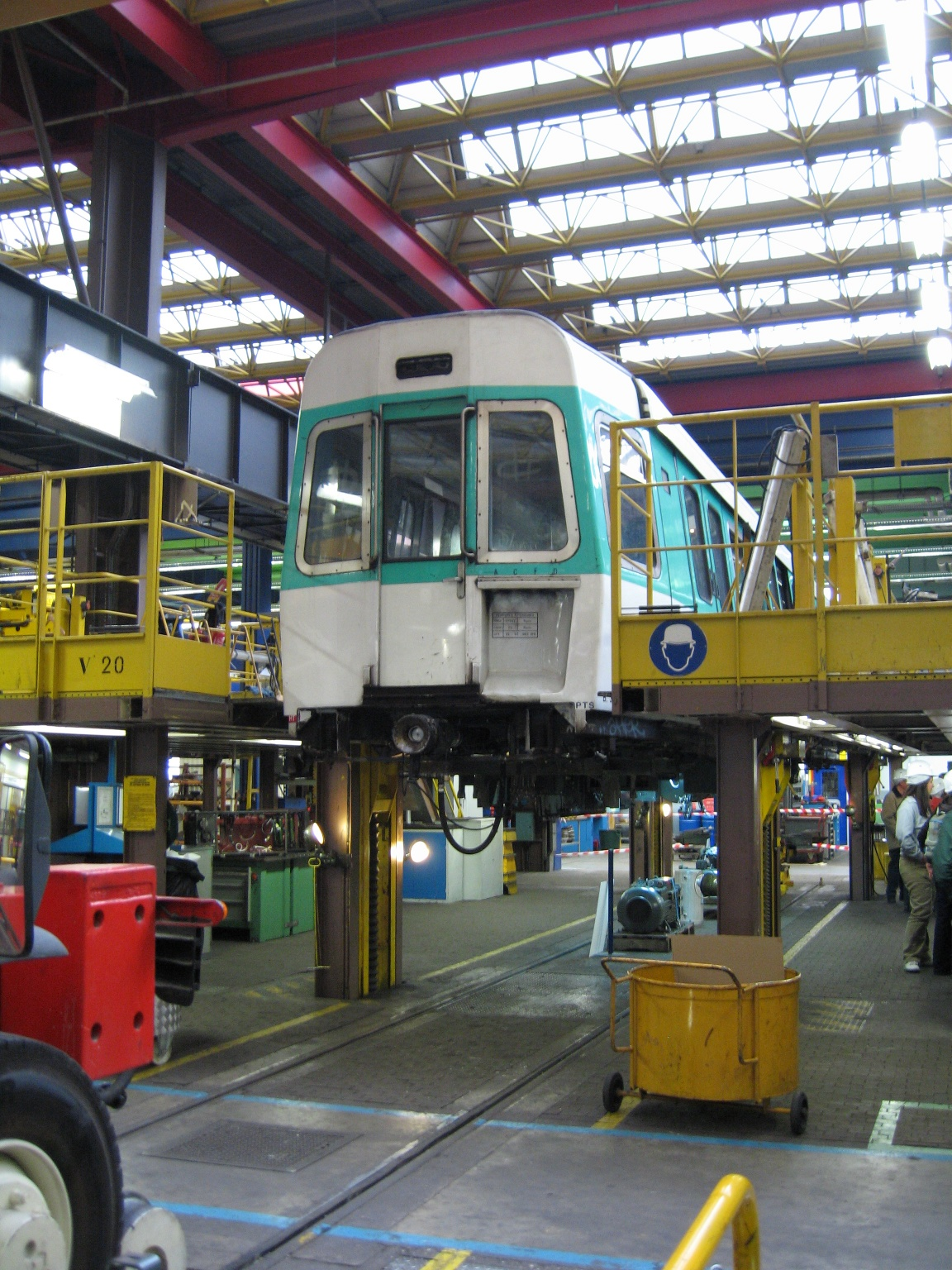
Le Boa est constitué à partir de caisses de MF 77.

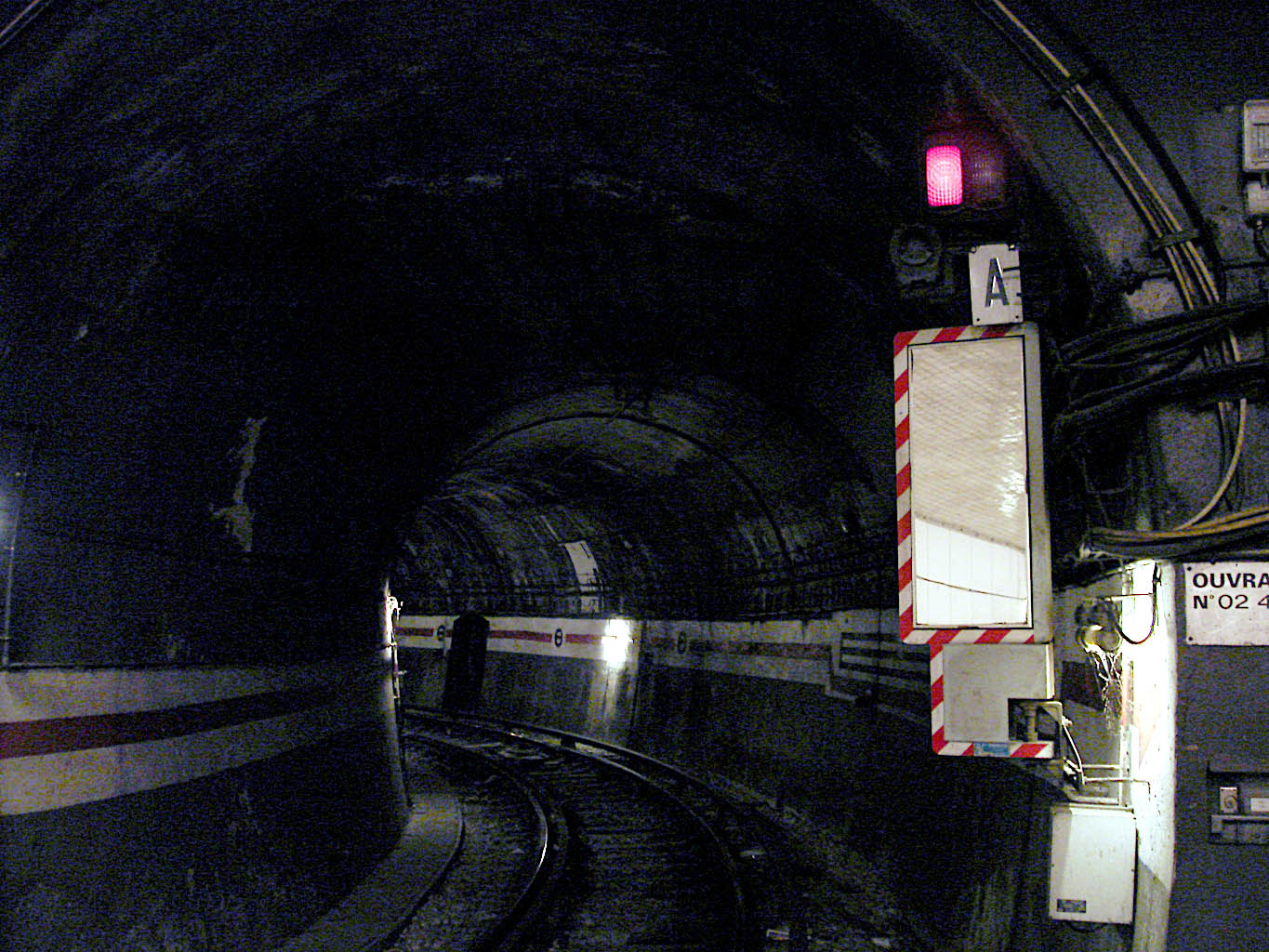
Boucle de retournement de la ligne 2 au terminus Porte Dauphine, courbe la plus serrée du métro parisien.

Une première version à trois voitures voit le jour en 1985 aux ateliers de Vaugirard, réalisée par la RATP avec les caisses M 30154 et B 32154 du MF 77 accidenté à Saint-Denis - Basilique en 1983. Son apparence est fortement inspirée du MF 77 même si les trois caisses sont raccourcies à une longueur de dix mètres. L'équipement de puissance est celui du MP 73.
Cette courte rame est révolutionnaire pour un métro : elle forme un train articulé à intercirculation totale, la circulation des voyageurs entre les voitures étant permise par de larges soufflets. Les bogies sont par ailleurs remplacés sur le prototype par des essieux monomoteurs indépendants grâce à des différentiels et orientables, qui facilitent l’inscription du train en courbe diminuant crissements et usure de la voie. Les efforts de guidage sont faibles, à l'exception des appareils de voie. La rame circule sans incident sur la boucle de la station Porte Dauphine, dont la courbe est la plus serrée du réseau avec seulement 30 m de rayon,. Les essais, qui se déroulent de nuit, sont satisfaisants et poussent à la poursuite de l'expérimentation.
Le Boa retourne en conséquence aux ateliers de Vaugirard pour subir des modifications début 1986. Des essieux orientables remplacent dorénavant les bogies qui subsistent à chaque extrémité du train. L'essieu avant devient non porteur ; muni de roues de plus petit diamètre, il permet de détecter la géométrie de la voie, pour guider en conséquence l'essieu suivant.

### Seconde version: «Boa 001»
Forte des premiers retours très positifs du Boa, la RATP décide de mener des tests plus poussés, afin de valider les innovations techniques et de déterminer les aménagements intérieurs à prévoir sur de futurs matériels. De nouvelles modifications permettent en conséquence d'aménager la rame en vue d'une exploitation avec des voyageurs.

Les ateliers de Vaugirard transforment le prototype en rame à quatre caisses en découpant et réassemblant les trois voitures en un ensemble comportant deux motrices longues de 12,19 m et deux remorques intermédiaires longues de 10,98 m. Cette transformation permet de tester trois types différents de dispositifs d'intercirculation intégrale sur la même rame pour les comparer. Ceux-ci sont fournis par Faiveley, ANF et Alsthom.
L'ensemble obtenu est dénommé « Boa 001 ». De très nombreux essais d'endurance sont réalisés sur l'ensemble du réseau entre début 1987 et février 1989. Le prototype donnant toujours satisfaction, des tests commerciaux sont engagés afin de mieux définir les options à retenir pour le MF 88, dont la mise au point a commencé. Sa composition est la suivante : M 30412 - N 11552 - N 11553 - M 30411.
Il s'installe alors sur la ligne 5 du métro où il débute ses « marches à blanc » le 12 novembre 1990. Afin de compléter les essais avec voyageurs, la rame expérimentale circule régulièrement en exploitation commerciale à partir du 31 décembre 1990. Vu sa longueur réduite et l'absence d'équipement du pilotage automatique, elle ne circule qu'aux heures creuses du lundi au vendredi, à raison de deux allers et retours le matin et un seul l'après-midi.
Le 12 novembre 1991, lors de journées portes ouvertes, le Boa effectua un service de navette entre la station Porte de Versailles sur la ligne 12 et les ateliers de Vaugirard. Début 1993, alors que les rames du MF 88 sont en cours de livraison, elle est définitivement garée.

### Abandon

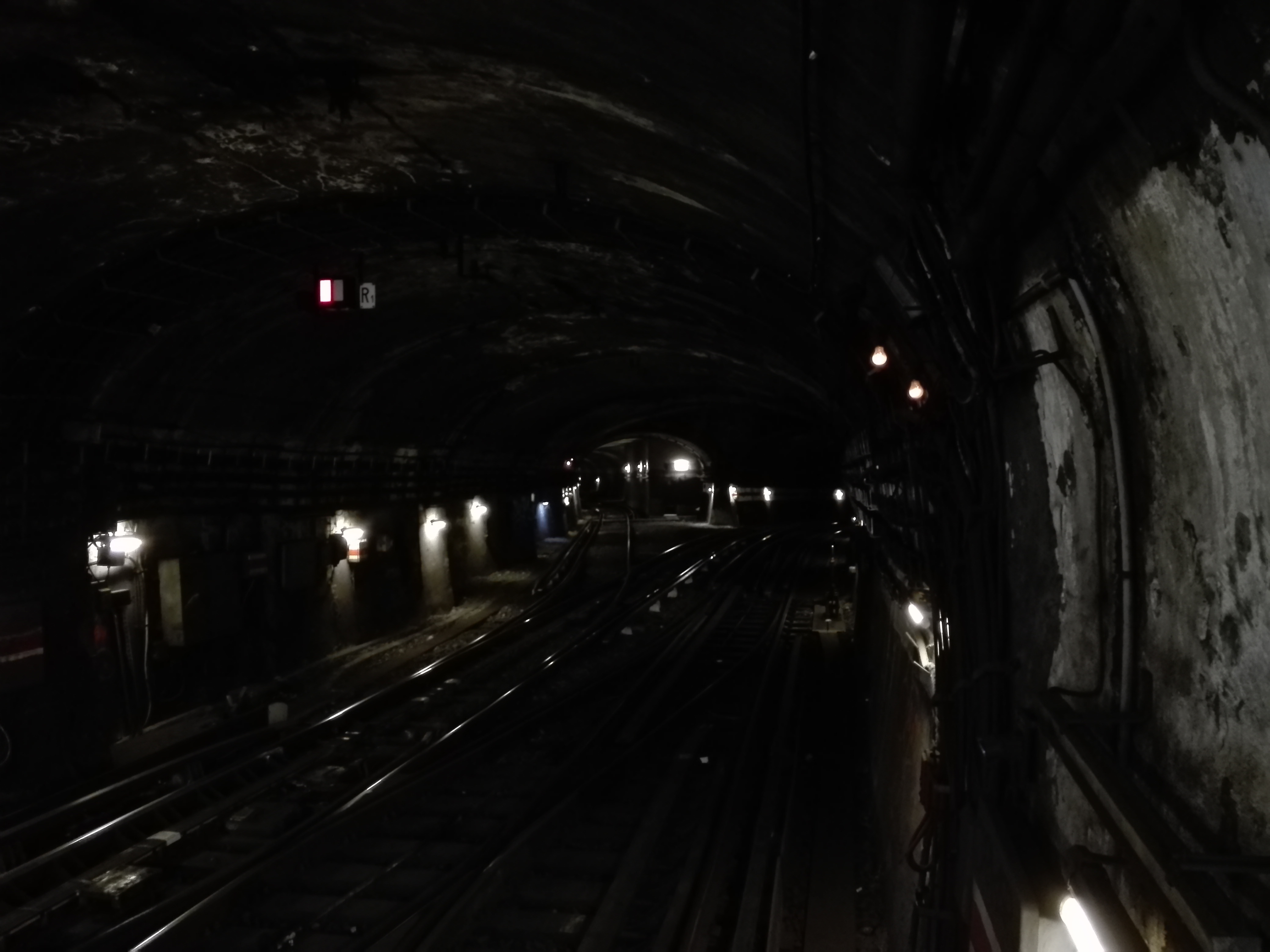
Raccordement (sur la gauche) vers la ligne 10 (Cardinal Lemoine) depuis la ligne 7 (Place Monge).

Inutilisé et laissé à l'abandon plusieurs années dans la galerie de raccordement entre la ligne 7 (Place Monge) et la ligne 10 (Cardinal Lemoine puis Maubert - Mutualité), le Boa est tellement vandalisé, extérieurement comme intérieurement, qu'il est déclaré irrécupérable. Il est mis à la ferraille pendant l'été 1999.

### Héritage
| À gauche : une intercirculation à soufflets larges de type Faiveley séparant deux caisses de MF 88. · À droite : essieux orientables de MF 88. |

Afin de mettre en application concrète les technologies mises au point, la RATP commande une petite série, le MF 88, destiné à équiper la ligne 7 bis, au tracé pentu et tortueux. Cette série de neuf rames reprend un ensemble de caractéristiques, avec notamment intercirculation intégrale, essieux orientables et système informatique embarqué, qui en fait le descendant direct du Boa. Ces technologies, exception faite des essieux orientables, sont reprises sur les générations suivantes : le concept de l'intercirculation est validé et repris dans les modèles suivants de métro : MP 89, MF 01, MP 05 et MP 14. Le MF 19, qui devrait entrer en service à partir de 2025, bénéficie lui aussi des mêmes technologies,.
L'intercirculation Faiveley est directement adoptée par le nouveau matériel MF 88 ; une version dérivée équipe plus tard le MP 89 CA. Le modèle construit par Alsthom sur brevet RATP, pourtant le plus abouti, ne trouve pas d'application immédiate auprès de la RATP, mais est finalement développé sur les tramways Citadis du constructeur. Le modèle ANF, jugé bruyant, n'est pas retenu.
Le système de commande-contrôle de la traction et du freinage, avec frein oléo-pneumatique, le système de gestion d'énergie, la traction asynchrone, ainsi que le réseau informatique embarqué, seront repris et développés sur les nouvelles générations de matériels roulants. Il n'en sera toutefois pas de même pour les essieux orientables à roues indépendantes : ils se révèlent en effet d'une fiabilité insuffisante lors de leur mise en application sur le MF 88, nécessitant une maintenance beaucoup trop coûteuse. Le MF 01, génération suivante de matériel fer du métro parisien, reste en conséquence équipé des traditionnels bogies.

## Caractéristiques techniques

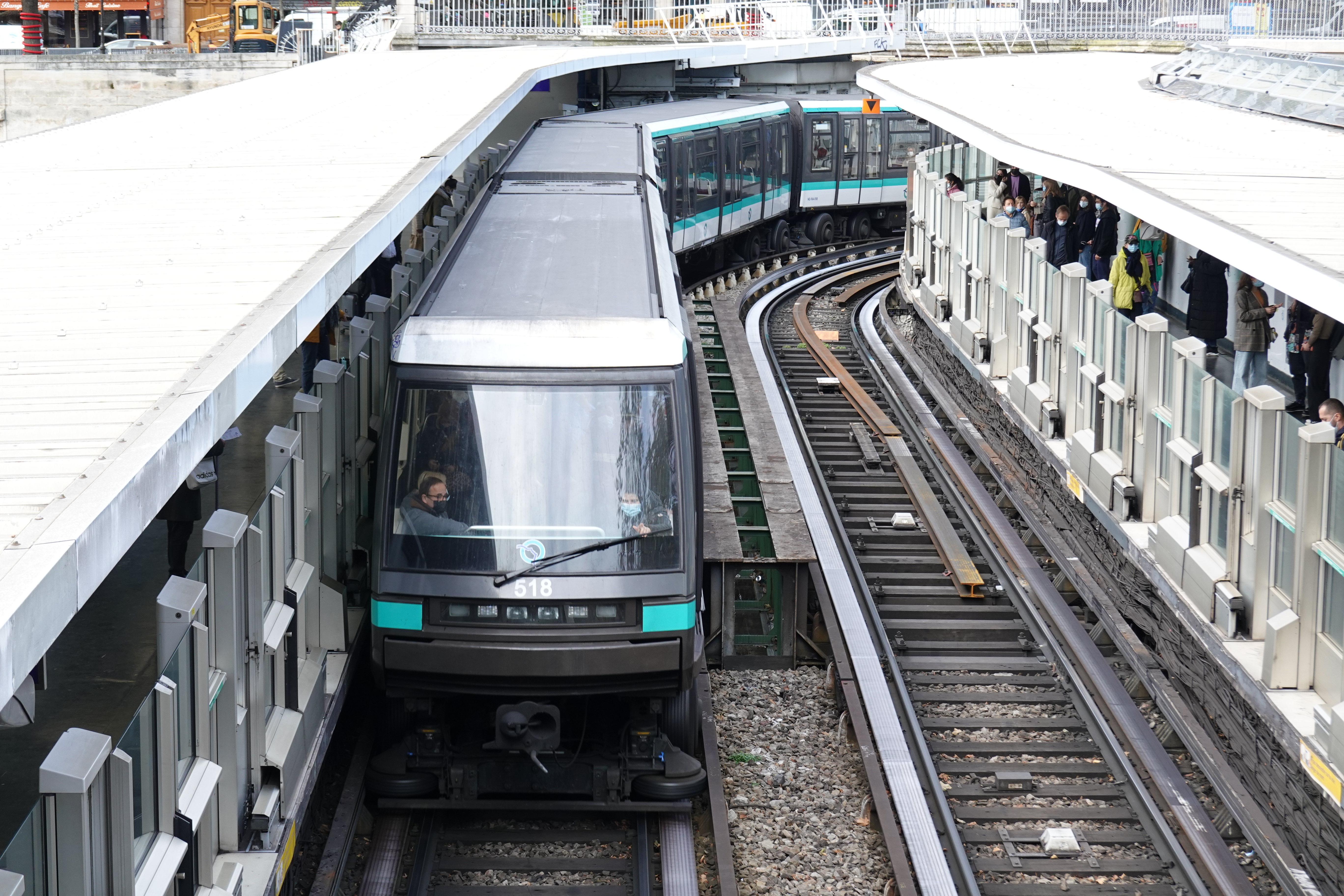
MP 05 à la station Bastille (ligne 1), la plus courbée du réseau. Au fond, les soufflets d'intercirculation très étirés.

### Intercirculation totale

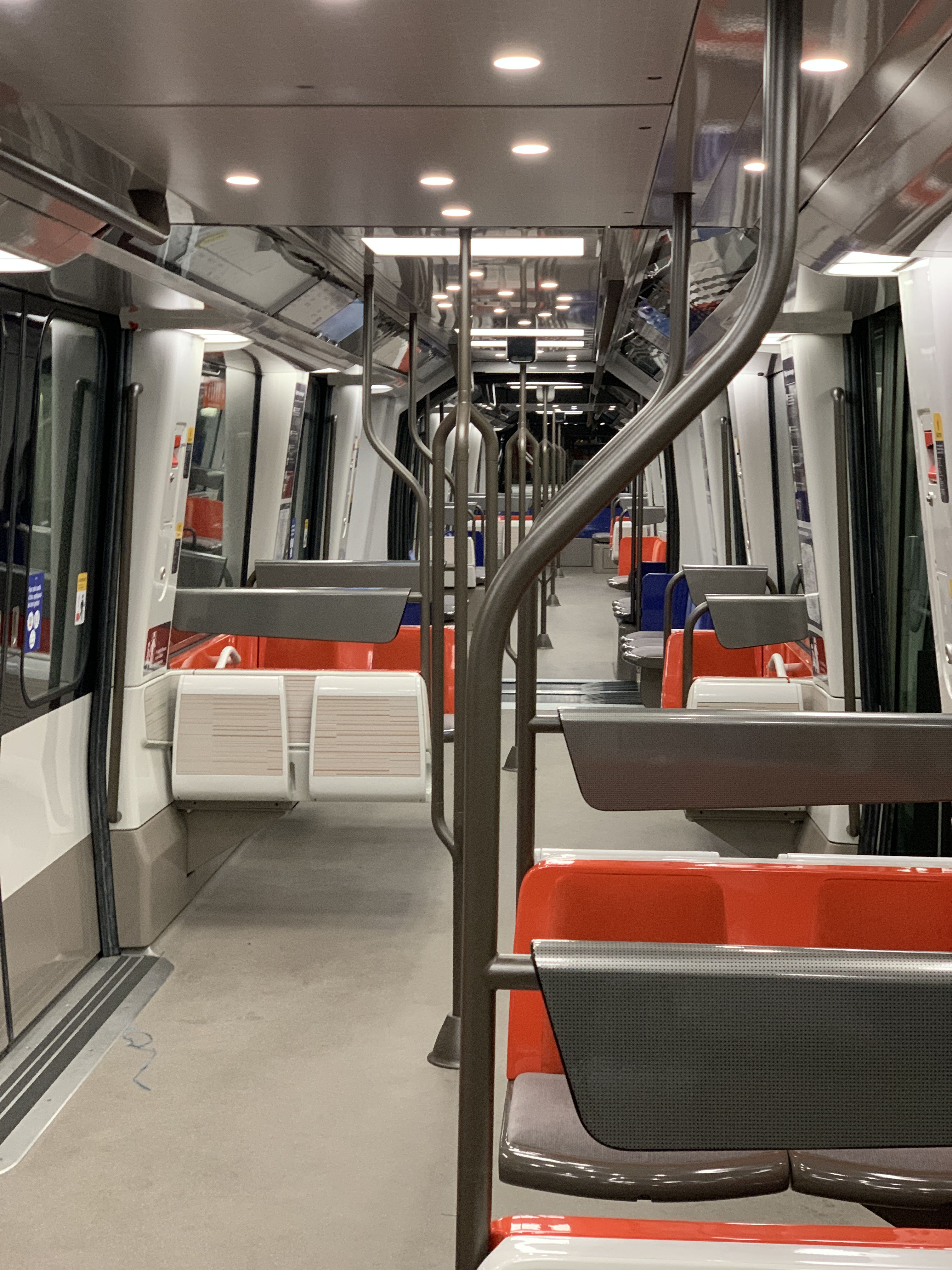
Intercirculation totale dans une rame MP 14.

Historiquement, les accès des stations du métro parisien sont pour la plupart situés aux extrémités des quais, ce qui concentre les voyageurs aux extrémités des rames et laisse a contrario les voitures intermédiaires en sous-charge. La RATP en fait l'un des objectifs principaux de l'expérimentation Boa. Lors de la conception du Boa 001, la Régie expérimente trois modèles différents d'intercirculation : Faiveley, ANF et Alsthom.
Faiveley propose une intercirculation en caoutchouc souple, avec joints élastiques. ANF réalise un assemblage déformable d'anneaux rigides et mobiles. Alsthom fournit un modèle d'intercirculation à deux grands anneaux articulés entre eux et sur les dosserets des caisses par trois soufflets, sur un brevet RATP. Les modèles ANF et Alsthom sont dotés de sièges. Le modèle Alsthom est même muni de fenêtres, ce qui permet de lier en continu caisses et intercirculation.
La rame forme un ensemble indéformable d'une longueur de 46,34 m (contre 77,40 m pour une rame MF 77 de cinq caisses) et pesant à vide 85,96 tonnes.
Cette technologie, la plus remarquable de la rame Boa, lui a valu son nom, la rame ayant l'apparence d'un serpent,. L'intercirculation s'est par la suite généralisée sur la majorité des réseaux de métros existants, à commencer par celui de Paris, dont les rames MF 88, 01, 19, MP 89, 05, 14 et plus tard les MRV, MR3V et MR6V.
De manière générale, toute rame possédant l'intercirculation totale se voit attribuer le qualificatif de « boa ».